# 門田正三
門田 正三（かどだ まさみ、1914年（大正3年）1月1日 - 2000年（平成12年）5月25日）は、昭和から平成時代の実業家。電源開発総裁。原子力委員会、海外電力調査会会長、日本電力調査委員会委員長。

## 経歴
熊本県出身。1938年（昭和13年）東京帝国大学法学部法律学科卒業。1951年（昭和26年）東京電力に入社し、江戸川支社長、営業部次長、同部長代理、群馬支店長を経て、1968年（昭和43年）5月に取締役営業部長となる。ついで常務、副社長を経て、1983年（昭和58年）6月には電源開発総裁に就任した。1986年（昭和61年）10月、同社顧問に転じた。
ほか、原子力委員会、海外電力調査会会長、日本電力調査委員会委員長、日本原子力産業会議顧問、同常任理事などを歴任した。2000年（平成12年）5月25日、肺癌のため東京都新宿区信濃町の東京電力病院で死去した。

## 栄典
勲章等
- 1980年（昭和55年）11月 - 藍綬褒章[1]
- 1989年（平成元年）11月 - 勲二等旭日重光章[1]